# Seychellia lodoiceae
Seychellia lodoiceae är en spindelart som beskrevs av Brignoli 1980. Seychellia lodoiceae ingår i släktet Seychellia och familjen Telemidae.
Artens utbredningsområde är Seychellerna. Inga underarter finns listade i Catalogue of Life.